# Los Vans
Los Vans (en francès Les Vans) és un municipi francès situat al departament de l'Ardecha i a la regió d'Alvèrnia-Roine-Alps. L'any 2007 tenia 2.820 habitants.

## Demografia

### Població
El 2007 la població de fet de Les Vans era de 2.820 persones. Hi havia 1.268 famílies de les quals 514 eren unipersonals (207 homes vivint sols i 307 dones vivint soles), 415 parelles sense fills, 243 parelles amb fills i 96 famílies monoparentals amb fills.
La població ha evolucionat segons el següent gràfic:
Habitants censats

### Habitatges
El 2007 hi havia 1.888 habitatges, 1.296 eren l'habitatge principal de la família, 417 eren segones residències i 175 estaven desocupats. 1.210 eren cases i 659 eren apartaments. Dels 1.296 habitatges principals, 749 estaven ocupats pels seus propietaris, 500 estaven llogats i ocupats pels llogaters i 47 estaven cedits a títol gratuït; 51 tenien una cambra, 150 en tenien dues, 370 en tenien tres, 375 en tenien quatre i 351 en tenien cinc o més. 796 habitatges disposaven pel capbaix d'una plaça de pàrquing. A 675 habitatges hi havia un automòbil i a 403 n'hi havia dos o més.

### Piràmide de població
La piràmide de població per edats i sexe el 2009 era:
| Homes | Edats   | Dones |
| ----- | ------- | ----- |
| 4     | 95 o +  | 16    |
| 12    | 90 a 94 | 48    |
| 40    | 85 a 89 | 104   |
| 24    | 80 a 84 | 72    |
| 56    | 75 a 79 | 112   |
| 100   | 70 a 74 | 128   |
| 88    | 65 a 69 | 88    |
| 92    | 60 a 64 | 96    |
| 56    | 55 a 59 | 60    |
| 64    | 50 a 54 | 68    |
| 100   | 45 a 49 | 84    |
| 92    | 40 a 44 | 84    |
| 84    | 35 a 39 | 76    |
| 72    | 30 a 34 | 72    |
| 40    | 25 a 29 | 40    |
| 36    | 20 a 24 | 44    |
| 64    | 15 a 19 | 88    |
| 48    | 10 a 14 | 76    |
| 80    | 5 a 9   | 24    |
| 60    | 0 a 4   | 48    |

## Economia
El 2007 la població en edat de treballar era de 1.485 persones, 975 eren actives i 510 eren inactives. De les 975 persones actives 797 estaven ocupades (415 homes i 382 dones) i 179 estaven aturades (96 homes i 83 dones). De les 510 persones inactives 223 estaven jubilades, 106 estaven estudiant i 181 estaven classificades com a «altres inactius».

### Ingressos
El 2009 a Les Vans hi havia 1.285 unitats fiscals que integraven 2.616,5 persones, la mediana anual d'ingressos fiscals per persona era de 15.227 €.

### Activitats econòmiques
Dels 301 establiments que hi havia el 2007, 2 eren d'empreses extractives, 14 d'empreses alimentàries, 1 d'una empresa de fabricació de material elèctric, 9 d'empreses de fabricació d'altres productes industrials, 33 d'empreses de construcció, 93 d'empreses de comerç i reparació d'automòbils, 5 d'empreses de transport, 40 d'empreses d'hostatgeria i restauració, 2 d'empreses d'informació i comunicació, 10 d'empreses financeres, 10 d'empreses immobiliàries, 22 d'empreses de serveis, 34 d'entitats de l'administració pública i 26 d'empreses classificades com a «altres activitats de serveis».
Dels 85 establiments de servei als particulars que hi havia el 2009, 1 era una oficina d'administració d'Hisenda pública, 1 gendarmeria, 1 oficina de correu, 4 oficines bancàries, 1 funerària, 3 tallers de reparació d'automòbils i de material agrícola, 1 autoescola, 6 paletes, 4 guixaires pintors, 8 fusteries, 7 lampisteries, 5 electricistes, 11 perruqueries, 1 veterinari, 23 restaurants, 6 agències immobiliàries i 2 salons de bellesa.
Dels 51 establiments comercials que hi havia el 2009, 2 eren supermercats, 3 grans superfícies de material de bricolatge, 1 una botiga de més de 120 m², 3 botiges de menys de 120 m², 7 fleques, 4 carnisseries, 1 una peixateria, 3 llibreries, 14 botigues de roba, 3 botigues d'equipament de la llar, 2 sabateries, 2 botigues d'electrodomèstics, 2 botigues de material esportiu i 4 floristeries.
L'any 2000 a Les Vans hi havia 58 explotacions agrícoles que ocupaven un total de 220 hectàrees.

## Equipaments sanitaris i escolars
El 2009 hi havia 1 hospital de tractaments de curta durada i 2 farmàcies.
El 2009 hi havia 1 escola maternal i 2 escoles elementals. Les Vans disposava d'un col·legi d'educació secundària amb 222 alumnes.

## Poblacions més properes
El següent diagrama mostra les poblacions més properes.